# Хелідонін

Chelidonine

Хелідонін (англ. Chelidonine) — ізохіноліновий алкалоїд, інгібітор холінестерази, основна діюча речовина трави чистотілу, діє подібно до алкалоїдів з маку морфіну і папаверину, викликаючи у тварин спочатку пригноблення, а потім параліч центральної нервової системи.
Встановлено, що алкалоїд хелідонін взаємодіє з цитоскелетним білком тубуліном і зумовлює зупинку клітин у фазі мітозу. Хелідонін та сангвінарин є найбільш ефективними індукторами апоптозу лімфомних клітин людини in vitro.

## Токсичність
Хелідонін є інгібітором холінестерази або ацетилхолінестерази (AChE). І Через свою важливу функцію хімічні речовини, які перешкоджають дії ацетилхолінестерази, є сильними нейротоксинами, що спричиняють надмірне слиновиділення та сльозотечу в низьких дозах, що супроводжується м’язовими спазмами та, зрештою, смертю. Було показано, що нервово-паралітичні гази та багато речовин, які використовуються в інсектицидах, зв’язують серин в активному центрі ацетилхолінестерази , повністю пригнічуючи фермент. Ацетилхолінестераза розщеплює нейромедіатор ацетилхолін , який виділяється в нервових і м’язових з’єднаннях, щоб дозволити м’язам або органам розслабитися. Результатом інгібування ацетилхолінестерази є те, що ацетилхолін накопичується і продовжує діяти так, що будь-які нервові імпульси безперервно передаються, а м’язові скорочення не припиняються. 

## Вплив на здоров'я
Віднесено до класу сполук, що руйнують ендокринну систему. Шкідливий при ковтанні, вдиханні і контакті із шкірою.
Гострий вплив препарату може спричинити холінергічний криз, що характеризується сильною нудотою/блюванням, слинотечею, пітливістю, брадикардією, гіпотензією, колапсом і судомами. Можливе посилення м’язової слабкості, яке може призвести до смерті, якщо задіяні дихальні м’язи. Накопичення сполуки у рухових нервах викликає надмірну стимуляцію нікотинової експресії в нервово-м’язовому з’єднанні. Коли це відбувається, можна побачити такі симптоми, як м’язова слабкість, втома, м’язові судоми, фасцикуляція та параліч. Коли відбувається накопичення сполуки у вегетативних гангліях, це викликає надмірну стимуляцію експресії нікотину в симпатичній системі. Симптомами, пов’язаними з цим, є гіпертонія та гіпоглікемія. 

## Лікування отруєння
Якщо речовинк проковтнули, слід провести швидке промивання шлунка 5% розчином бікарбонату натрію . При контакті зі шкірою шкіру слід промити водою з милом . Якщо сполука потрапила в очі, їх слід промити великою кількістю ізотонічного фізіологічного розчину або води . У серйозних випадках слід ввести атропін та/або пралідоксим .